# Eelco Smits
Eelco Smits (Tilburgo, 31 de março de 1977) é um ator holandês. Ele recebeu o Louis d'Or, o maior prêmio de teatro da Holanda, por seu papel de Édouard em História da Violência. Smits também apareceu em vários filmes, incluindo Majesteit (2010), no qual desempenhou o papel do Príncipe Friso, e De Nieuwe Wereld de 2013.

## Filmografia parcial
- 2004: Keetje van Heilbron
- 2004: Oom Wanja
- 2005-08: Perfect Wedding
- 2006: Madame de Sade
- 2005-13: Het temmen van de feeks
- 2006-'08: Oresteia
- 2006-14: Rouw siert electra
- 2007-18: Romeinse Tragedies
- 2007: Britannicus
- 2008-15: Angels in America
- 2008: Rocco en zijn broers'
- 2009-11: Antonioni Project
- 2009-16: Opening Night
- 2009: Teorama
- 2010: Zomertrilogie
- 2010: Phaedra
- 2011: Spoken
- 2011-14: De Vrek
- 2012: Tartuffe
- 2012: Macbeth
- 2012-14: De Russen!
- 2012-15: Nora
- 2012: Het temmen van de feeks
- 2013: De Meeuw
- 2013-15: Hamlet vs Hamlet
- 2014: Maria Stuart
- 2015-17: Song from far away
- 2015-18: Kings of war
- 2015-'17: Glazen Speelgoed
- 2016: Liliom
- 2017-18: Ibsen Huis
- 2017-18: Uit het leven van marionetten
- 2018: Vergeef ons
- 2018: De dingen die voorbij gaan
- 2018-19: Een klein leven
- 2019: Vallende man
- 2020: Buiten is het feest
- 2020: Gemmeker - kortfilm
- 2023: Geschiedenis van geweld